# يان كيث هاريس
يان كيث هاريس (بالإنجليزية: Ian Keith Harris)‏ هو ملحن أسترالي، ولد في 24 يونيو 1935.